# 雷米坊

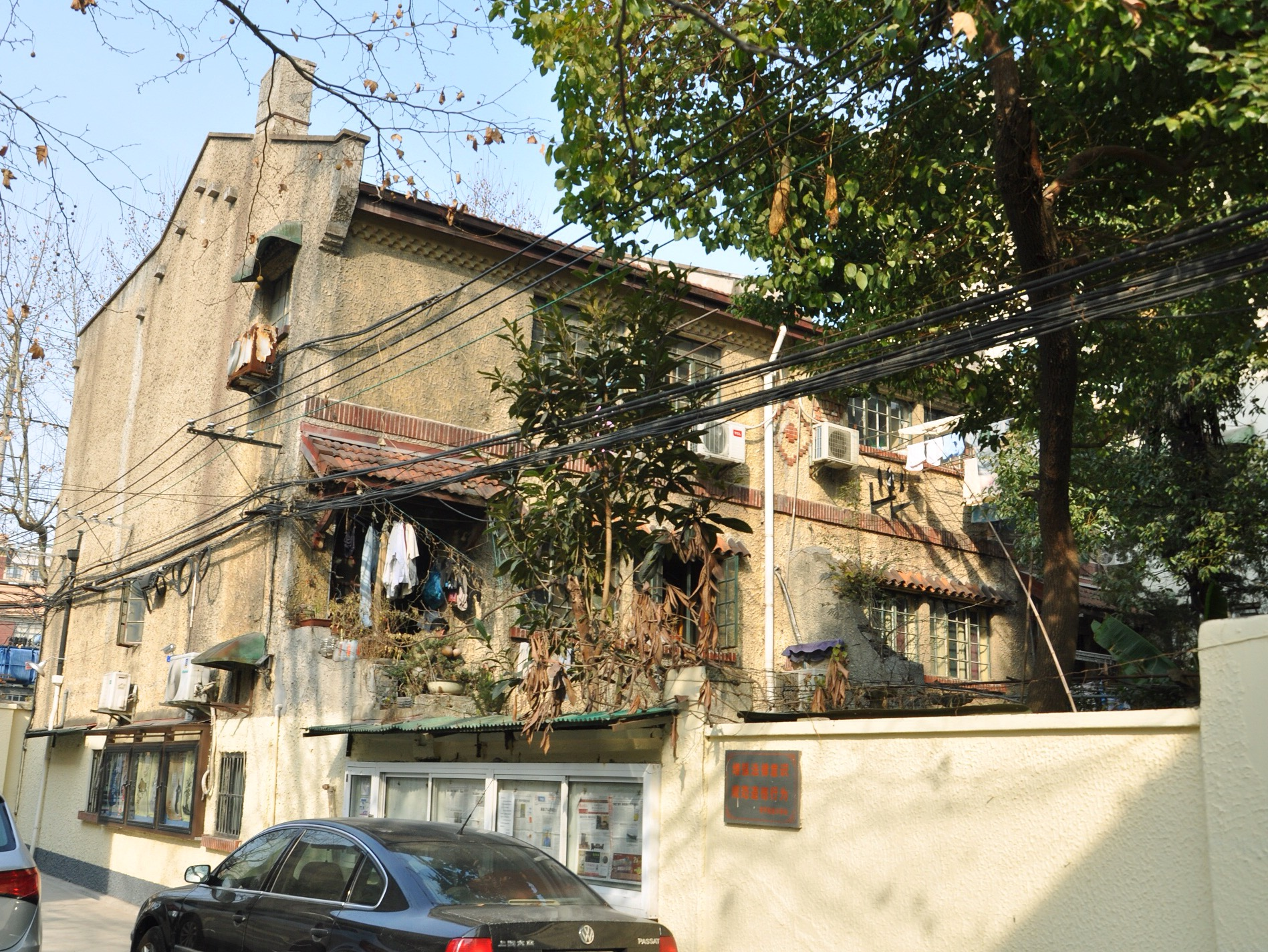
雷米坊

雷米坊现名永康新村，是中国上海的历史建筑，位于今徐汇区永康路109、175弄（永康路北侧，太原路以西）。该建筑建于1931年，原为花园里弄住宅，2层砖木结构，西班牙建筑风格。名稱來自雷米路。由於早期住在這裡的人大多為外國人，所以雷米坊又被稱為外國弄堂。
1994年，雷米坊被列为第二批上海市优秀历史建筑，编号D-Ⅲ-026。